# 玻色新星
玻色新星或玻色超新星（Bosenova）是一种极小规模的、类似于超新星的爆炸。这种爆炸可以通过改变玻色爱因斯坦凝聚体（BEC）的外加磁场实现。 由于费什巴赫共振，"自散射"作用从排斥力变为吸引力导致BEC“崩溃并反弹”或“震荡”
尽管爆发的总能量非常小，“崩溃并反弹”的描述在性质上很像玻色爱因斯坦凝聚版本的超新星核心坍缩，因此被称为“玻色新星”。其英文名称用了巴西音乐流派巴萨诺瓦（Bossa Nova）的梗。

## 实验
实验中首次发现玻色新星，是在BEC内爆和收缩到小于光学探测器最小分辨率时，其自相互作用（Self-interaction）从斥力变为吸引力，并突然“爆炸”。这一爆炸中，凝聚体表面半数的原子似乎“消失”了，也就是说，它们既不存在于剩下的冷粒子中，也不存在于爆炸产生的气体云中。
几乎可以肯定，这些“消失”的原子就在附近某处，但并不在我们当前实验可以探测的形式下。可能的两种解释分别是，它们要么变成了两个铷原子粘合成的分子，
要么它们已经从某处获得了足够的能量，从而以足够快的速度在我们观测前飞出我们的视野——卡尔·威曼（Carl Wieman），Space.com
在当前的BEC理论中，组成BEC的粒子之间的相互作用被计算得十分粗略。这使得玻色新星尚未得到解释，因为孤立的原子团那几乎接近绝对为0的能量并不足以导致这种观测到的内爆。不过，一些平均场理论已经尝试将玻色新星解释为涌现。
BEC的玻色新星现象或许可以为中子星的演化研究提供灵感，也可以引导人们猜测尚处在假设阶段的玻色子星的可能性质，并促进将量子理论中的集体涌现推广。